# Santon de Provence
Pour les articles homonymes, voir Santon.
Les santons de Provence sont de petites figurines en argile, très colorées, représentant, dans la crèche de Noël, la scène de la nativité (l’enfant Jésus, la Vierge Marie et saint Joseph, avec l’âne et le bœuf censés réchauffer l’enfant avec leur souffle), les Rois Mages et les bergers, ainsi que toute une série de petits personnages, figurant les habitants d’un village provençal et leurs métiers traditionnels. Tout ce petit monde, chacun muni de son présent pour l’enfant Jésus, fait route à travers un paysage comportant traditionnellement une colline, une rivière avec un pont, et des oliviers (généralement représentés par du thym fleuri), vers l’étable, surmontée de son étoile. Le savoir-faire des santonniers de Provence est une pratique inscrite à l'inventaire du patrimoine culturel immatériel en France en 2021.

## Histoire des santons
La tradition de la crèche de Noël trouve son origine au Moyen Âge. Une légende tenace veut que François d'Assise, dont la mère était originaire de Tarascon, ait créé en 1223 la première crèche vivante à Greccio alors que ces scènes étaient déjà jouées depuis longtemps  par des comédiens dans les mystères de la Nativité sur les parvis des églises. Cette « crèche vivante » a donné naissance à une tradition qui s’est perpétuée, les « acteurs » étant remplacés par des personnages en bois, en cire, en carton pâte, en faïence et même en verre. Les premières crèches ressemblant à celles que nous connaissons font leur apparition dans les églises au XVIe siècle.

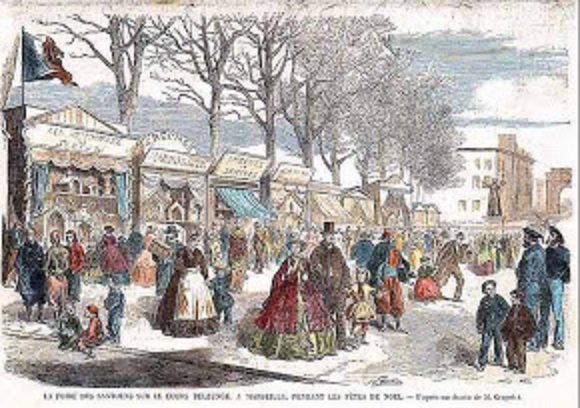
Foire aux santons à Marseille au milieu du XIXe siècle.

La première crèche connue fut celle créée à Marseille, en 1775, par un dénommé Laurent. Elle était constituée de mannequins articulés vêtus de costumes locaux. Pour y ajouter un brin d’exotisme, le créateur y avait placé des girafes, des rennes et des hippopotames. Jean-Paul Clébert raconte : « À l'époque du Concordat, Laurent montrait même un carrosse qui s'avançait vers l'étable ; le pape en descendait, suivi des cardinaux. Devant eux s'agenouillait toute la Sainte-Famille et le pape lui donnait sa bénédiction. Pendant l'adoration des bergers, un rideau se levait, dévoilant la mer sur laquelle voguait un bâtiment de guerre. Une salve d'artillerie saluait l'enfant Jésus qui, réveillé en sursaut, ouvrait les yeux, tressaillait et agitait les bras ».
Après la Révolution française qui a entraîné la fermeture des églises et la suppression de la messe de minuit, les représentations publiques de la nativité furent discontinues. C’est alors qu’en Provence des petits personnages, les « santoun » ou « petits saints », ont été créés pour qu’une crèche de Noël puisse fleurir dans l’intimité du foyer de chaque famille provençale.
En 1803, peu après le Concordat, la première foire aux santons fut inaugurée à Marseille. Elle s’y tient toujours, de fin novembre à début janvier chaque année, en haut de la Canebière, artère principale  du centre-ville, débouchant sur le Vieux Port, ou bien en bordure de la même artère sur la place de la Bourse , et ces dernières années sur le quai du port face à l'Hôtel-de-Ville. Outre les petits santons peints, cette foire propose des « santons habillés », en costume traditionnel, chacun portant les insignes de son métier. S'y vendent également les accessoires permettant de confectionner le décor traditionnel de la crèche : étable, puits, pont, étoile, papier rocher, papier ciel, mousse fraîche pour imiter l’herbe, boules et épis de sapin  en verre soufflé ,  etc..

## Fabrication des santons

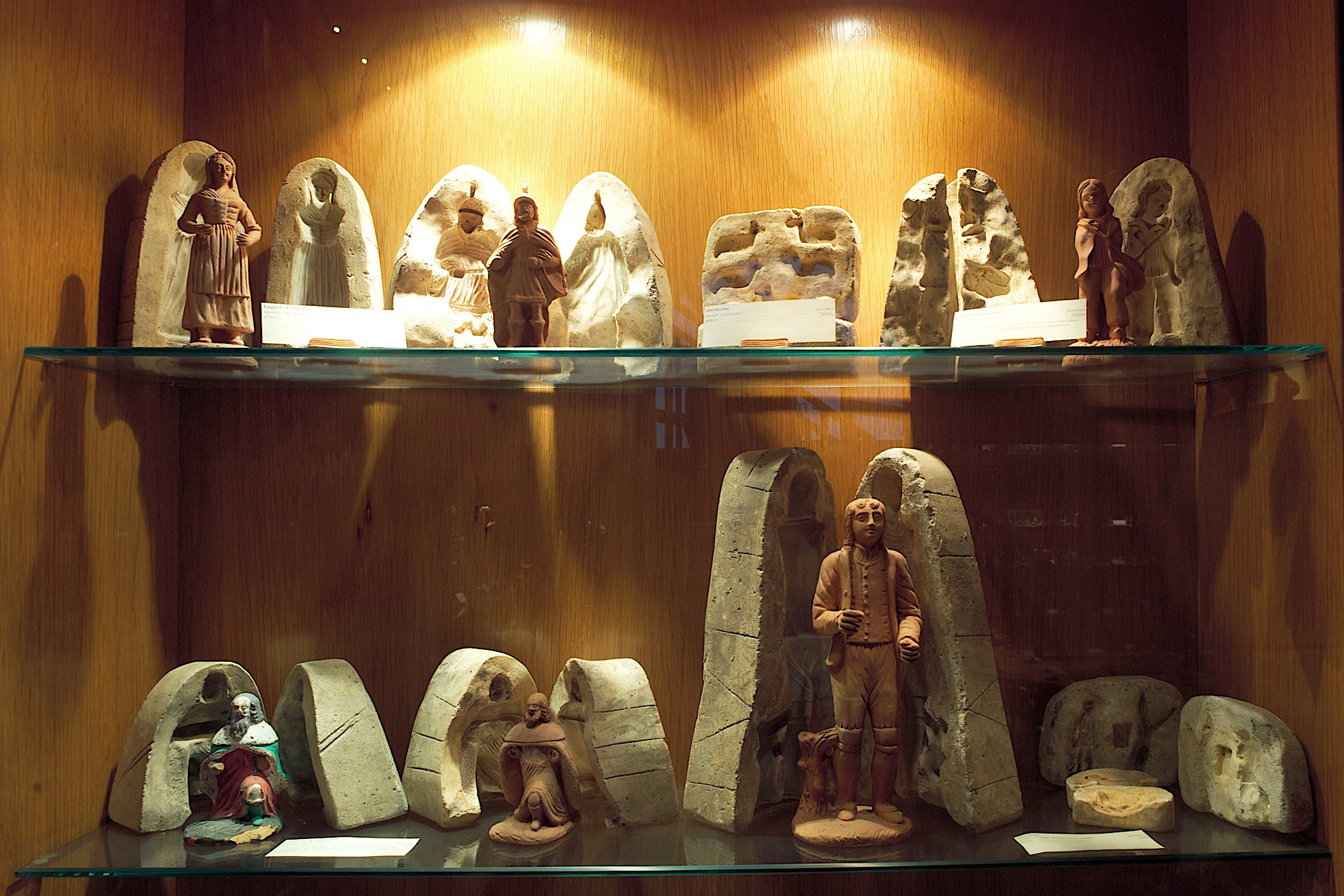
Moule de Jean-Louis Lagnel (1764-1822) conservé au musée du santon Marcel Carbonel.

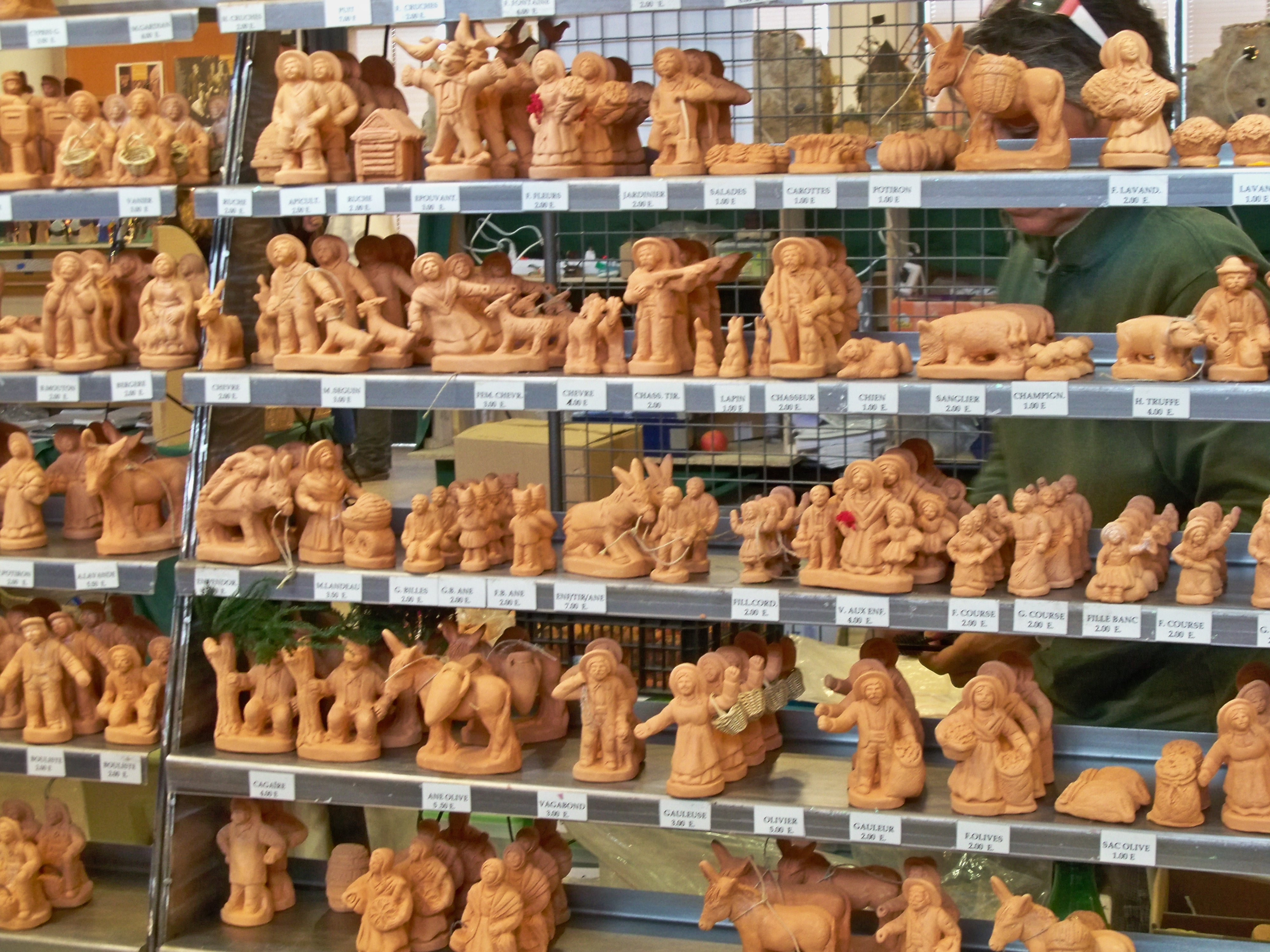
Santons à peindre.

Les premiers santons étaient confectionnés en mie de pain, puis, petit à petit l’argile rouge de Provence a été privilégiée pour la fabrication. Si les santons sont longtemps restés de fragiles créations en argile crue, la cuisson de l’argile s’est imposée un peu partout de nos jours. Le véritable santon de Provence, en argile non cuite, a été créé à Marseille par Jean-Louis Lagnel (1764-1822), il fut au début concurrencé par les santibelli, d'origine italienne et qui réalisés en argile crue estampée étaient vendus autour des années 1830 par des marchands napolitains dans les rues du Vieux-Port. Il existe de nos jours une forte concentration d’ateliers de santons entre Marseille, Aubagne, Aix-en-Provence, Arles, les Bouches-du-Rhône en compte soixante-deux, ainsi que dans le Vaucluse avec vingt-six santonniers. Viennent ensuite le Var, avec huit, les Alpes-de-Haute-Provence avec sept et les Alpes-Maritimes qui en comptabilisent six dans leur partie provençale[réf. nécessaire].
Les santonniers passent par sept étapes pour réaliser un santon. Ils réalisent, tout d'abord, un modèle dans l'argile crue placé sur un socle qui fera partie du sujet. Ensuite a lieu la fabrication du moule coulé en plâtre. Le moulage se fait en pressant un colombin d’argile fraîche dans une moitié du moule qui a été talqué. Après une pression à la main des deux parties, le surplus est ébarbé et le santon sorti du moule est mis à sécher. La dernière opération manuelle consiste en un ébarbage plus fin pour ôter toute trace de moulage. Puis le santon est remis à sécher avant d'être cuit dans un four à 800 °C. L'ultime opération est la  décoration qui se fait toujours à la main.
La fabrication des santons s'est diversifiée. « On en fabrique des grands de plus de 10 centimètres dont les bras sont collés après la cuisson et d'autres  en fil de fer habillés de tissus dont seuls les mains et la tête sont en argile. La fabrication des santons qui sont habillés étaient à l'origine confiés à des familles qui confectionnaient leurs vêtements. » la taille va de quelques centimétres pour les santons puces jusqu'aux grands santons d'église qui mesurent  de 25 à 80 cm

## Les principaux personnages de la crèche provençale

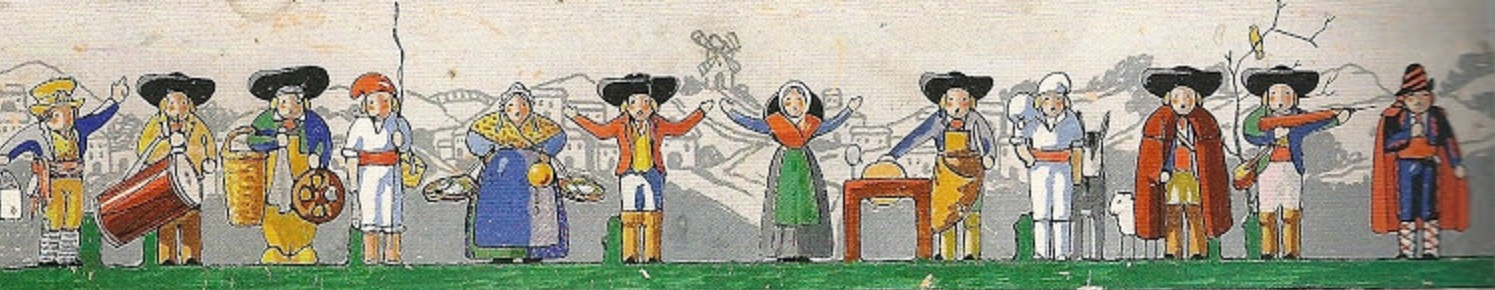
Farandole des santons, fresque de David Dellepiane

Jean-Louis Lagnel a eu l’idée de construire les moules en prenant comme modèles ses propres voisins qui exerçaient différents métiers : ainsi les santons sont traditionnellement vêtus dans la mode populaire sous Louis-Philippe. Il est à remarquer que chaque personnage a son histoire personnelle, qu’on peut connaître en assistant à une des nombreuses « pastorales » représentées sur scène un peu partout en Provence à l’époque de Noël.
Dans la crèche provençale, il y a différents groupes de santons qui complètent les personnages habituels de la crèche classique. Ils se divisent en quatre catégories. Les santons placés dans l'étable, ceux qui apportent des cadeaux, ceux qui figurent les différents métiers de Provence ; viennent ensuite les animaux et les accessoires nécessaires pour figurer un village provençal typique (étable, maisons, puits, rivière, pont, moulin, église, etc.).
Outre l’Enfant Jèsu ou lou tant bèu pichot (l’enfant Jésus ou le si bel enfant), Sant Jousè (saint Joseph), la Santo Vierge (la Vierge Marie), lou biou (le bœuf), l’ase (l’âne), li pastre (les bergers, les pâtres) et l'ange Boufarèu, apparaissent lou viei et la vièio (le vieux et la vieille), lou ravi (le ravi), Pistachié, lou tambourinaire (le tambourinaire). Ont été ajoutés aussi des santons qui représentent des petits métiers : lou pescadou (le pêcheur), la peissouniero (la poissonnière), lou pourtarié d’aigo (le porteur d'eau), lou bouscatié (le bûcheron), la jardiniero (la jardinière), la masièro (la fermière avec les produits de la ferme), lou móunié (le meunier, avec son sac de farine), lou boulangié (le boulanger), lou banastaire (le vannier), l’estamaire (le rétameur), l’amoulaire (le rémouleur) et la bugadiero (la lavandière), le chasseur et le ramoneur. Apparaissent aussi le curé, le moine et lou Conse (le Maire) qui se mêlent avec  l'Arlésienne, l'aveugle et son fils, le boumian et la boumiane (les Bohémiens).

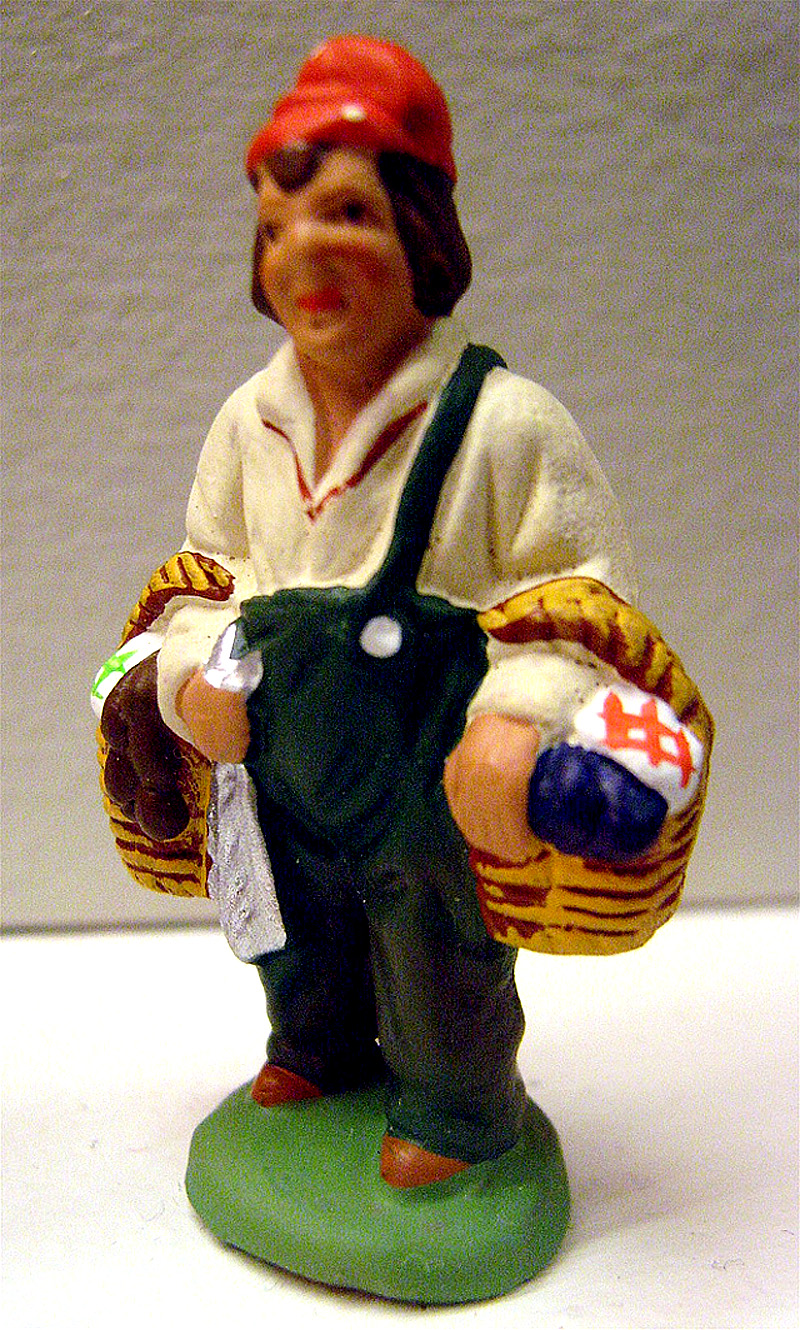
Bartoumieu ou Lou Pistachié
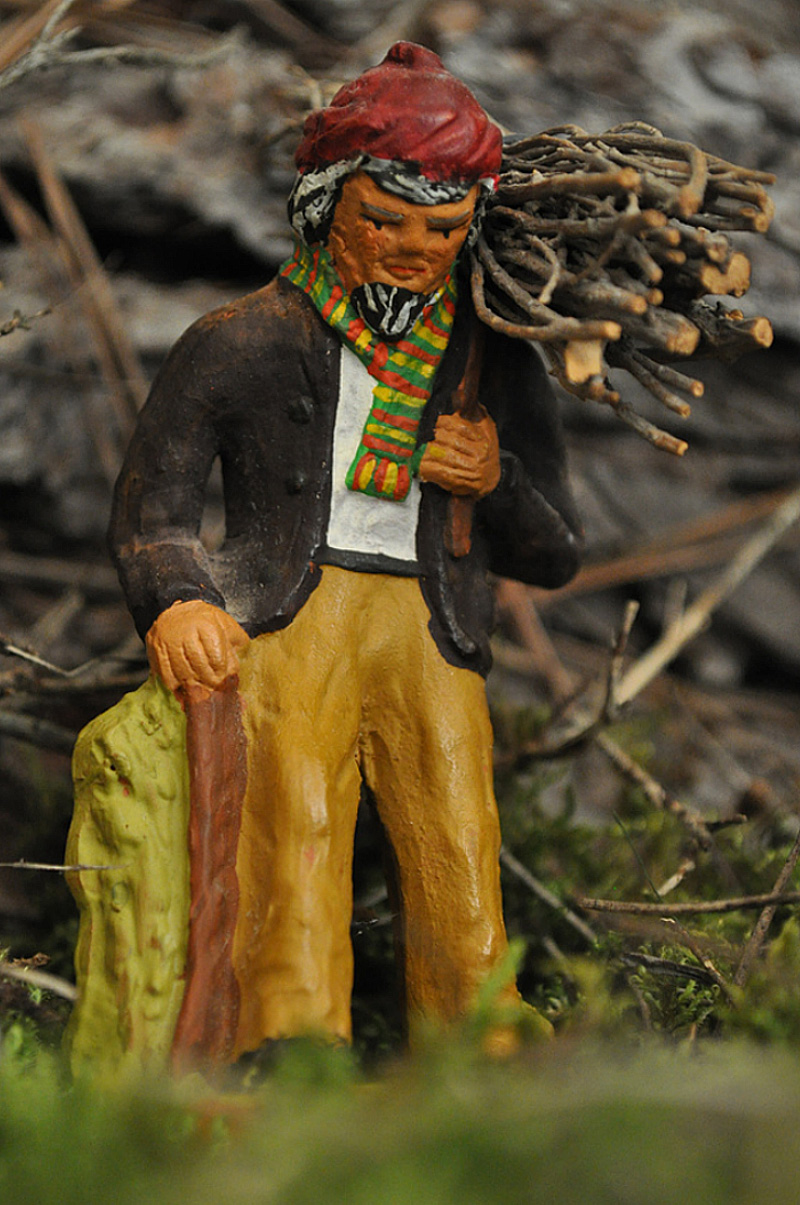
Porteur de bois
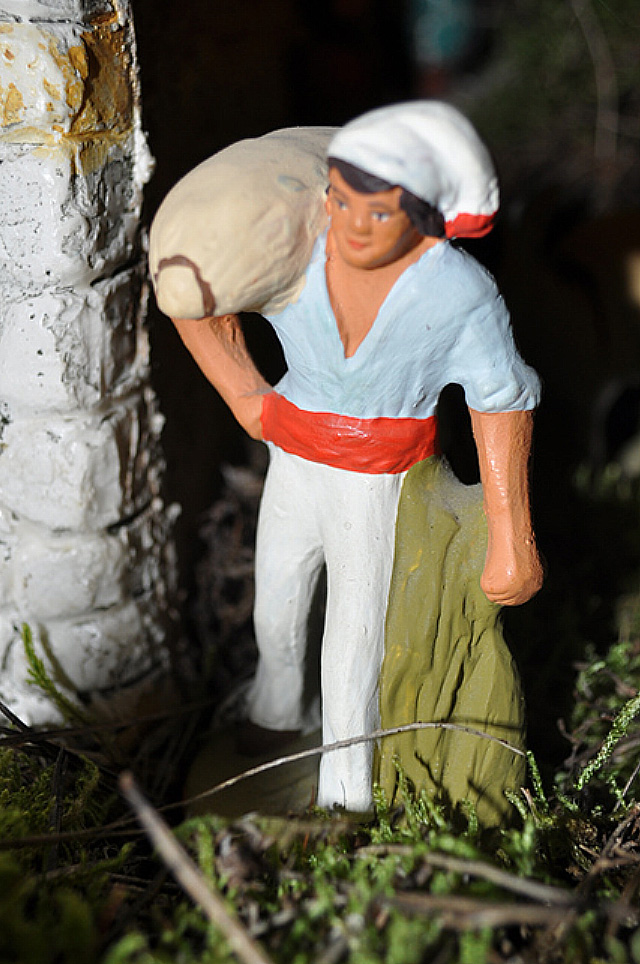
Meunier
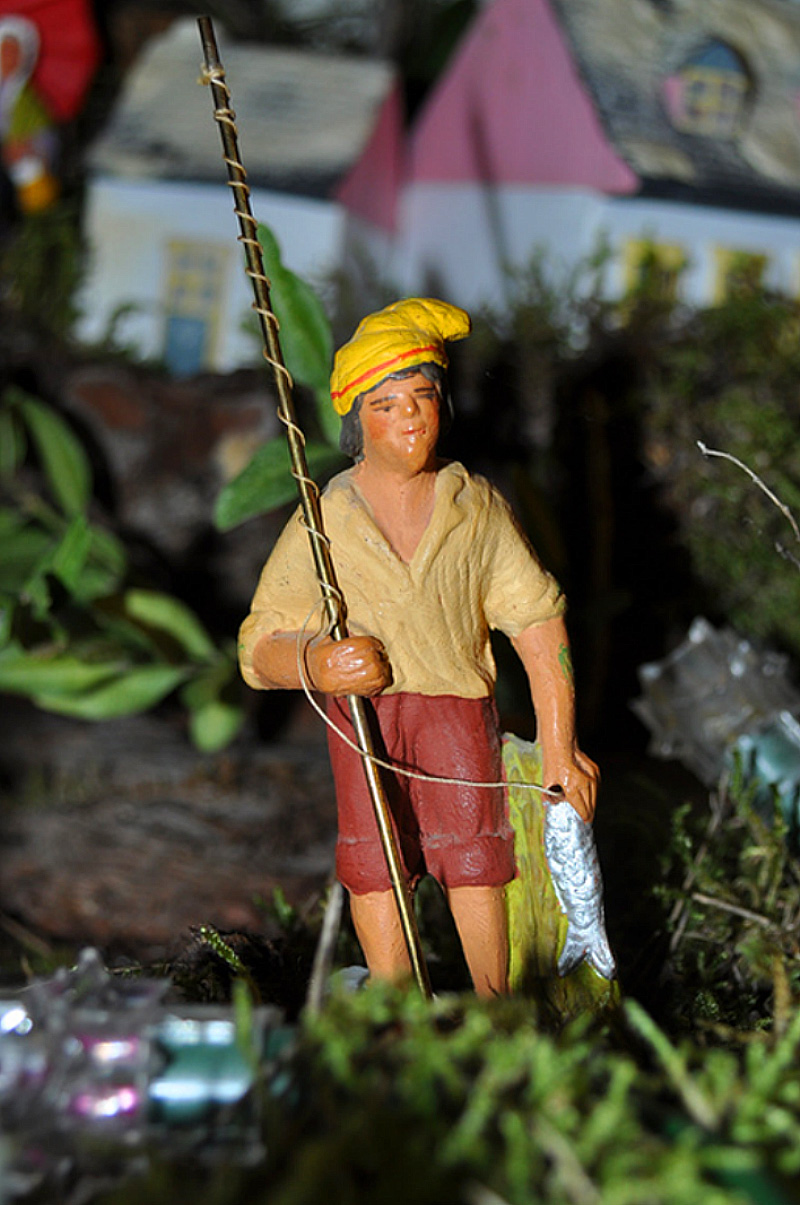
Pêcheur

### Les animaux
L’âne et le bœuf sont incontournables dans la crèche provençale. Dans l'étable, ils regardent le nouveau-né et le réchauffent de leur souffle. Les moutons sont également essentiels. En nombre, ils représentent le troupeau des bergers qui viennent à la crèche offrir un agneau.
Jean-Paul Clébert rappelle que cette cérémonie de l'offrande de l'agneau est toujours vivante lors de certaines messes de minuit en Provence, en particulier à Séguret, aux Baux et à Marseille à l'église Saint-Laurent. C'est le pastrage, un rite qui date du XVIe siècle. Jugé empreint de paganisme, il fut interdit par le concile de Narbonne, en 1609, puis par l'archevêque d'Arles, en 1612. Les a tradition fut plus forte et résista aux menaces d'excommunication<.
Parallèlement à ces animaux traditionnels, la crèche provençale s'ouvre aussi à d'autres animaux : le chien, soit du berger soit du chasseur, les poules et coqs de la basse-cour, l'âne qui porte la farine du meunier, etc..

### L’ange Boufarèu
L’ange est le messager de la naissance de l'enfant Jésus. Le plus célèbre est l'ange Boufarèu, celui qui souffle, il tient une trompette et guide les bergers vers la crèche. En général, il est suspendu au-dessus de l'étable où est couché le nouveau-né. C'est un des personnages de la Pastorale d’Yvan Audouard. Chez Antoine Maurel, c'est l'archange Gabriel qui proclame la naissance aux pâtres.

### Les bergers
Les bergers, personnages bibliques puisqu'ils sont décrits dans la Bible, sont avertis par les anges et arrivent les premiers sur les lieux de la Nativité. La représentation qui en est faite est imprégnée de l'image populaire, soulignant que la crèche provençale est avant tout une pastorale. Au sens propre et au sens figuré puisqu'ils sont chargés de répandre la Nouvelle.
Chez Antoine Maurel, ils sont onze : Barthélémy, Honoré, Jacques, Nicolas, Mathieu, Robin, Chiquet, Floret, Tistet, Maximin et Augustin, soit en provençal : Bartoumièu, Nourat, Jaque, Micoulau, Matièu, Roubin, Chiquet, Flouret, Tistet, Meissemin et Goustin. Yvan Audouard se contente d'un seul berger avec son chien. Il est enveloppé dans sa grande cape qui le protège de la pluie et du mistral. Suspendues à son épaule, une gourde et une musette. Il brandit un bâton qui lui sert à réunir son troupeau et à le protéger des dangers.
Ils sont représentés de multiples façons, jeunes ou vieux, appuyés sur un bâton, debout ou à genoux devant l'enfant, un agneau parfois dans les bras ou sur les épaules.

### L’aveugle et son fils
L’aveugle et son fils sont issus de la Pastorale Maurel, où ils sont nommés l’avugle e soun fieu. Le fils aîné de la famille, Chicoulet, a été enlevé et son père a tellement pleuré de chagrin qu'il est devenu aveugle. C'est pourquoi, appuyé sur son jeune fils, Simoun, il s'en va à la crèche pour implorer l'enfant de l'aider à retrouver son aîné.
Toujours représenté s’appuyant sur l’épaule de son jeune fils, Simon (Simoun) ou Capus, l’aveugle est muni de sa canne. Homme d’un certain âge, sa barbe et ses cheveux sont gris. Son cadet le guide et tient son chapeau à la main en signe de respect pour son père.

### Le boumian et la boumiane
Ce sont les bohémiens, les nomades de la crèche. La dénomination de « boumian », courante en provençal, « bohemià » en catalan, viendrait du  fait qu'un comte de Provence aurait obligé les tziganes à vivre à la Sainte-Baume. Ces habitants de la baume (grotte) en gardèrent le nom.
Le boumian est toujours revêtu de vêtements aux couleurs criardes, d'une grande cape noire, un foulard rouge sur sa tête, affublé de cheveux longs et noirs ainsi que d'une barbe. Un grand couteau est accroché à sa ceinture. On le dit guérisseur et savant. La boumiane, un fichu noué sur la tête, porte un tambourin à la main et son enfant sur sa hanche. Sa jupe est longue et noire, son corsage coloré. Jeteuse de sort, elle lit les lignes de la main et dit la bonne aventure.
Ces deux personnages font peur car leurs savoirs dérangent et fascinent. Ce sont les seuls méchants de la crèche, accusés de voler draps et poules ou d'enlever les enfants. Lors de leur venue à la crèche, le couple rend à l'aveugle un de ses fils, Chicoulet, qu'il lui avait dérobé.
Du coup, ce ne sont pas un mais trois miracles qui vont se produire. L'aveugle retrouve la vue, il reconnaît son fils aîné qui lui tombe dans les bras. Et le boumian renonce à ses méfaits en promettant de mener une vie honnête.

### Lou Pistachié
Le Pistachié est un valet de ferme. Il est incontournable dans la crèche provençale depuis les Pastorales Maurel, Audibert et d'Yvan Audouard. Chacun lui donne une personnalité un peu différente mais tous s'accordent à le décrire comme un pistachié coureur de jupon. Le pistachier, arbuste de la garrigue provençale, donne des fruits qui passent pour être aphrodisiaques. Ce qui justifierait ce surnom.
Antoine Maurel en a fait un poltron et un ivrogne, mâtiné de gros parleur et de grand fainéant. Assez naïf et un peu niais, il accepte de vendre son ombre au Boumian. Audibert le prénomme Bartoumieu et Thérèse Neveu Canissoun. Il apporte à la crèche deux paniers plein de victuailles : le premier déborde de morue salée et de saucisses, le second est empli de fougasses et de pompes à l'huile. Marcel Carbonel en a fait deux santons différents.
Yvan Audouard l'a marié à Honorine, la poissonnière. Dans cette pastorale, il est aussi grand chasseur devant l'Éternel que maladroit. Mais miracle, lors de la Nativité, il va tuer pour la première fois de sa vie un lièvre en allant à la crèche.
La façon de représenter ce santon est diverse. Une des plus courantes est de le voir affublé d'une tenue négligée, portant chemise et pantalon retenu par une seule bretelle. Il porte alors une lanterne sourde et un sceau, dans ce cas on l'appelle souvent Jijé ou Tistet et c'est alors le second valet de ferme  dans la Pastorale Maurel.

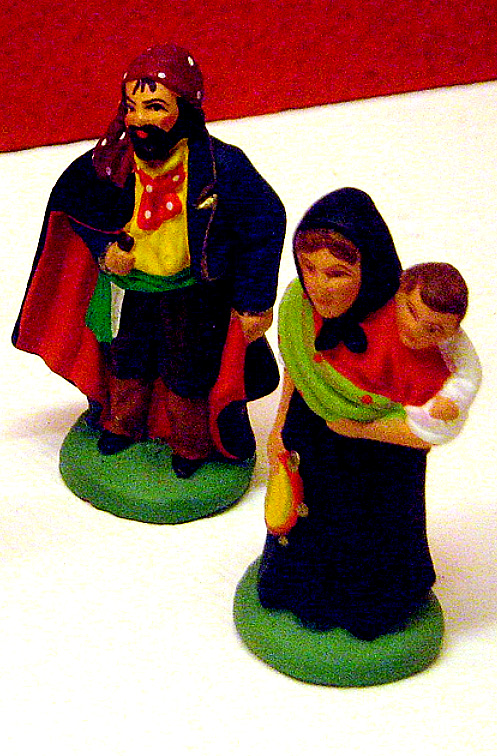
Le boumian et la boumiane.
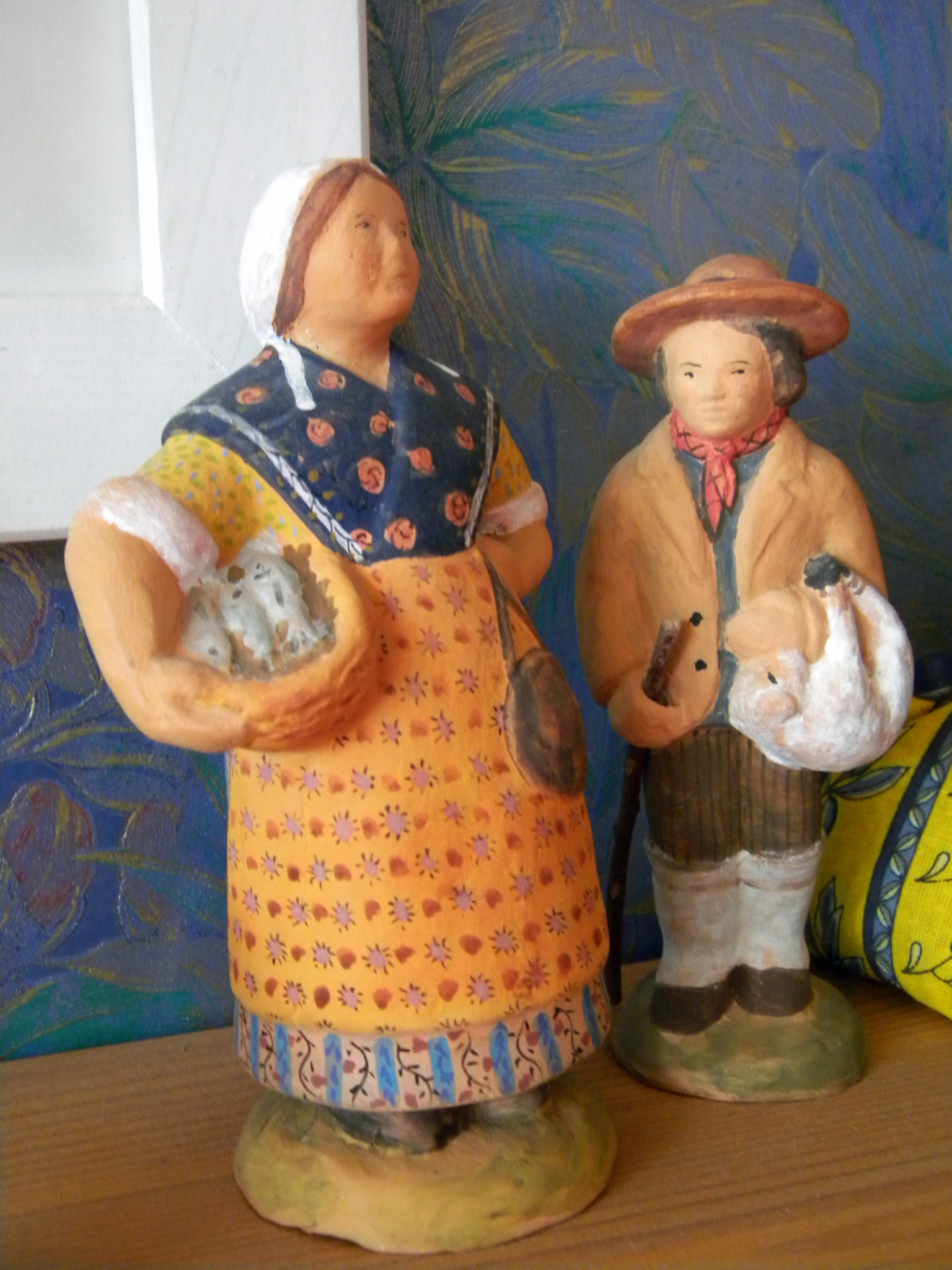
Pistachié et Honorine.
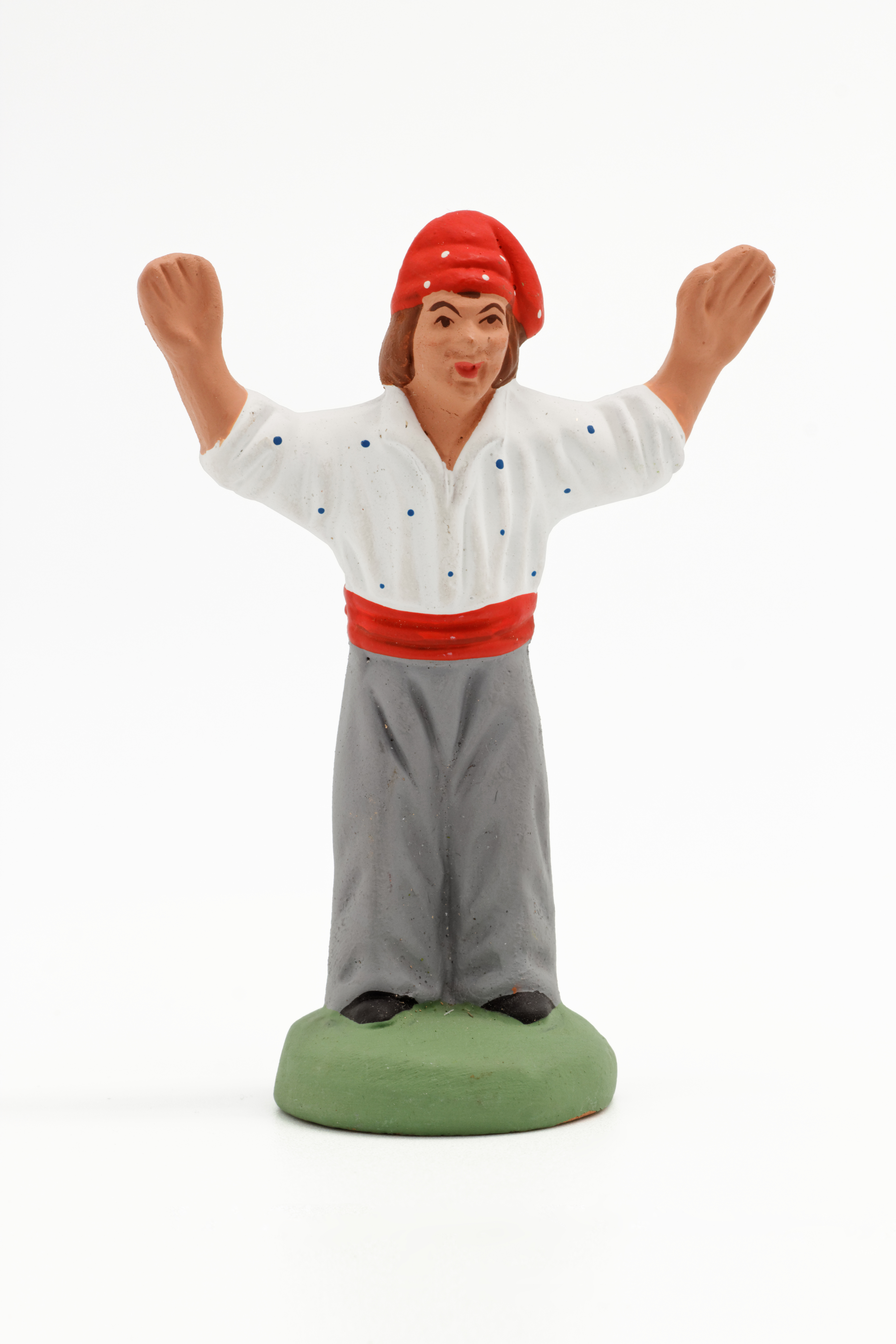
Le ravi.

### Le ravi
Le Ravi, appelé lou ravi en provençal, est un personnage essentiel de la crèche. C'est l'idiot du village (ou mieux, l'étonné, le simple de cœur) et il porte bonheur. Le pauvre innocent n'a rien à offrir ; il se réjouit de cette naissance. Il est toujours représenté les bras levés au ciel en signe de surprise et d'allégresse.
Dans le village, il s'occupe de menus travaux (à l'intérieur du mas ou dans les champs), c'est un personnage des plus modestes qui vit d'habitude dans la crèche où a eu lieu la naissance. Il est habillé simplement, un bonnet sur la tête. Il est parfois associé à la ravido (la femme ravie) et à l'étonné (valet représenté penché à la fenêtre du mas) dans le même état de ravissement.
Ce personnage fruste « est un incroyant qui s'étonne que des croyants veillent parce qu'ils croient qu'un Sauveur vient de naître cette nuit-là. Lui, a les pieds sur terre, il n'a d'attention que pour ce qui est terrestre : le boire, le manger, les plaisirs mais aussi la laideur, les guerres, le quotidien qu'il faut gagner à la sueur de son front ». Son ravissement à la vue de la naissance de Jésus (ou du spectacle des croyants devant cette nativité) en fait un homme nouveau. Différent, il ouvre son cœur et découvre le chemin du bonheur dans la simplicité.
Il est à l'origine de l'expression sembler le ravi de la crèche, qui désigne quelqu'un ayant l'air heureux, ou d'un optimisme béat.

### Le maire
Le maire est nommé lou conse en provençal. Premier magistrat de sa commune, il a revêtu ses plus beaux habits pour se rendre à la crèche et arbore son écharpe tricolore. Il est coiffé d’un haut-de-forme et porte un parapluie à la main. Une montre en or pend de la poche de son veston. Dans les pastorales, il est prénommé Mathieu et officialise la naissance en inscrivant Jésus à l’état civil de son village.

### Le curé
D’une bonhomie naturelle, souvent bedonnant et chauve, il apparaît comme complètement perturbé par cette Nativité. Les joues rouges, les mains potelées, il s'éponge le plus souvent son crâne chauve tout impressionné de « rencontrer son patron ».

### Le moine
C'est François d’Assise, avec sa robe de bure, le saint patron des santonniers. C'est lui qui a créé en 1223 une des premières crèches vivantes en utilisant des personnages réels, à Greccio, en Italie, dans une grotte de la région où les franciscains avaient établi un ermitage, grâce à un don du seigneur du village. Les personnages étaient joués par les gens du village. Les animaux aussi étaient réels. Thomas de Celano, son premier biographe, rapporte que François prêcha, durant la messe de Noël, et qu'on le vit se pencher vers la crèche et prendre un enfant dans ses bras.
À Greccio se trouve toujours un ermitage qui commémore cette première crèche. Elle évolua au fil du temps, puisqu'on plaça parfois un véritable nouveau-né dans la mangeoire. Cette reconstitution se répandit sous l'influence des franciscains, surtout en Provence et en Italie. Les crèches primitives firent leur apparition dans les églises au XVIe siècle. Ce furent les Jésuites qui, les premiers, utilisèrent la crèche miniature.
Cette représentation d'un moine dans la crèche peut aussi rendre hommage à un capucin qui vivait au couvent de Marseille. Ce disciple de François d'Assise avait un grand talent de sculpteur. Il reproduisit les personnages de la crèche sculptés en bois dans son couvent. Son idée étant de distribuer aux pauvres ces petits sujets, il les réalisa avec de la mie de pain et les parfuma de quelques grains d'anis.
Son succès auprès des gens de son quartier fut immédiat. Il recommanda toutefois à ses ouailles de ne pas manger les petits personnages de la crèche avant le 25 décembre. Son interdiction ne fut, sans doute, pas respectée puisque son père supérieur dut intervenir pour faire cesser cette distribution. Désormais le jeune capucin ne s'occupa plus que des sujets en bois de la crèche de son couvent.

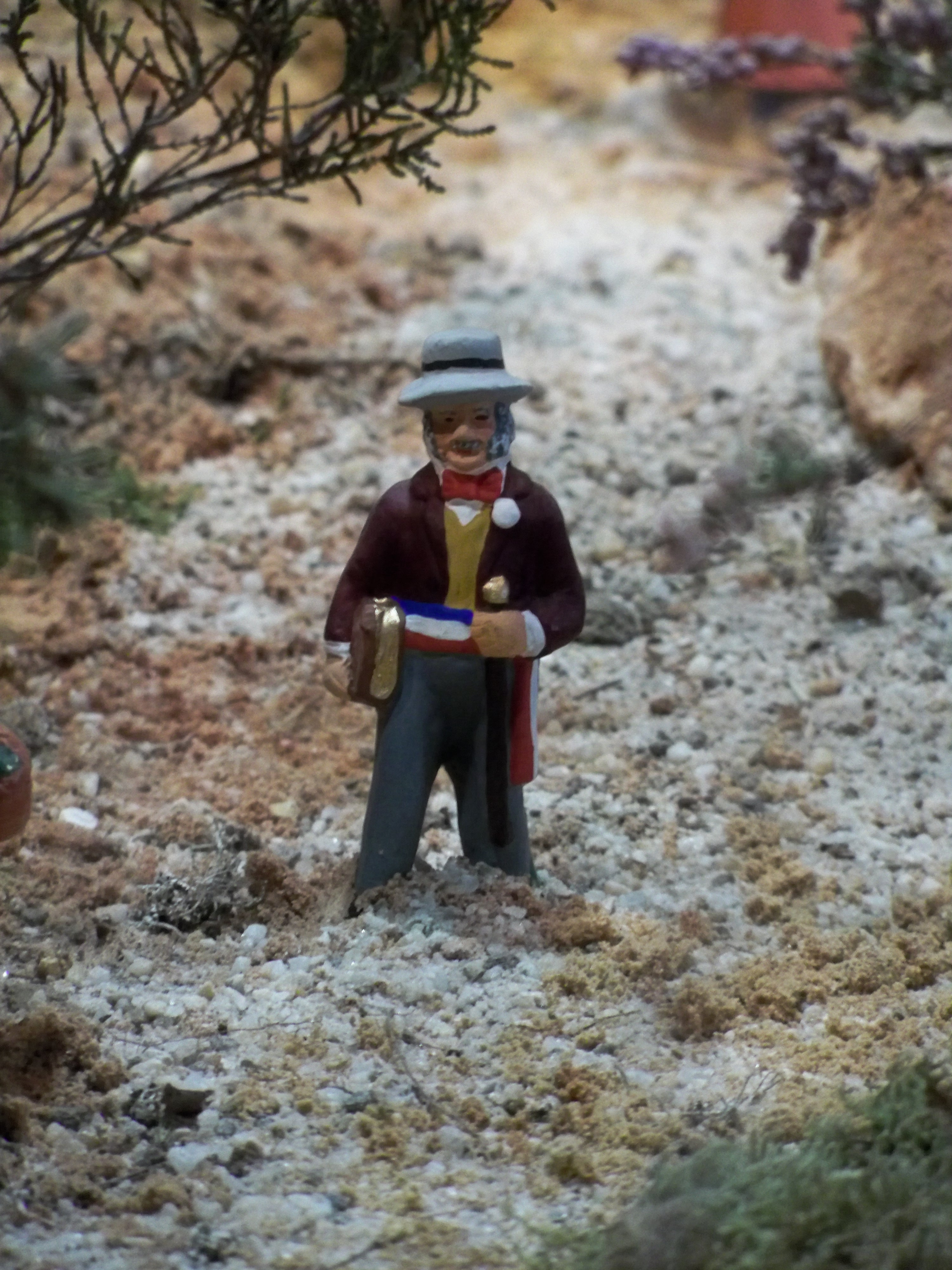
Le maire
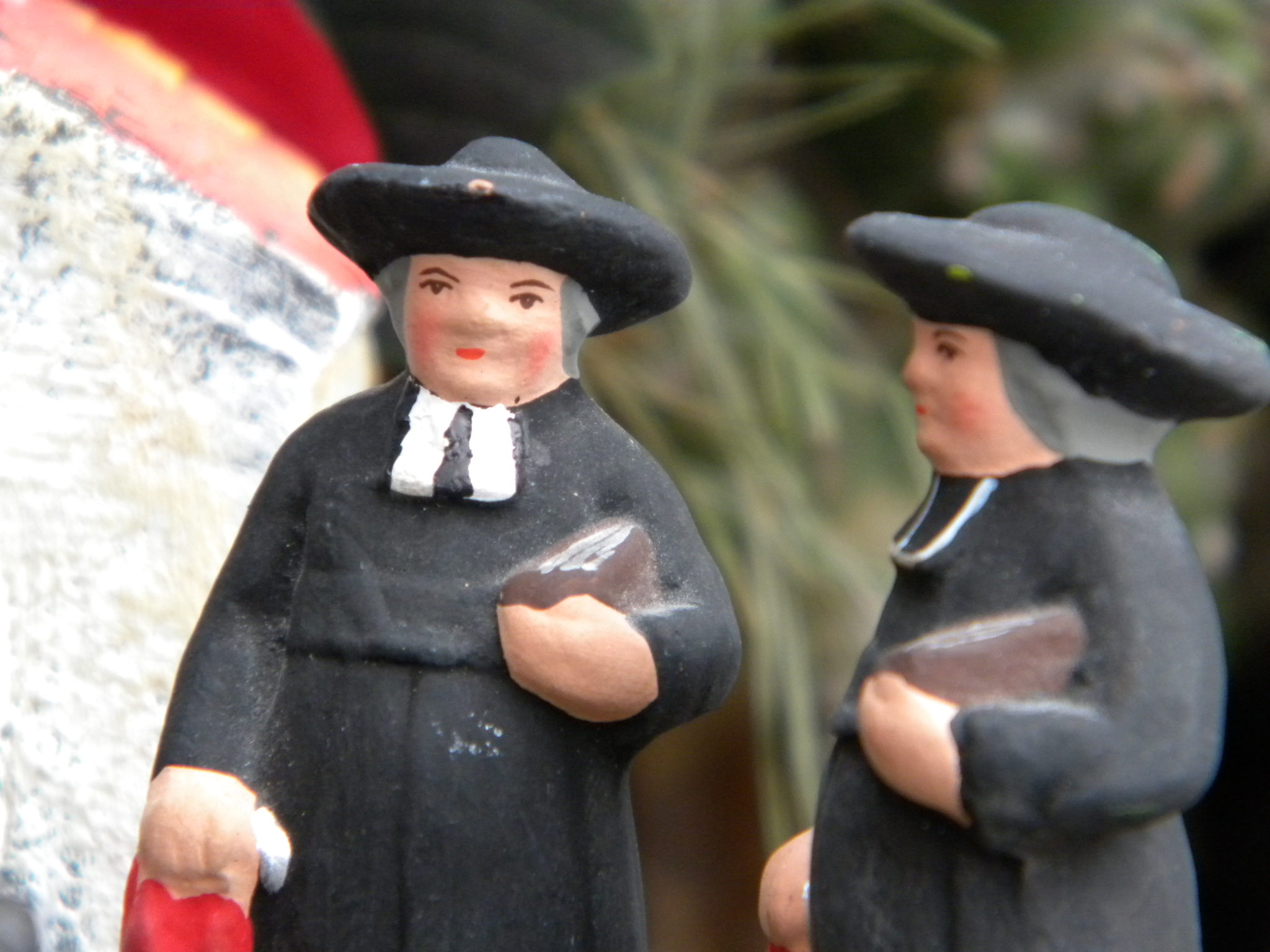
Curé et son vicaire
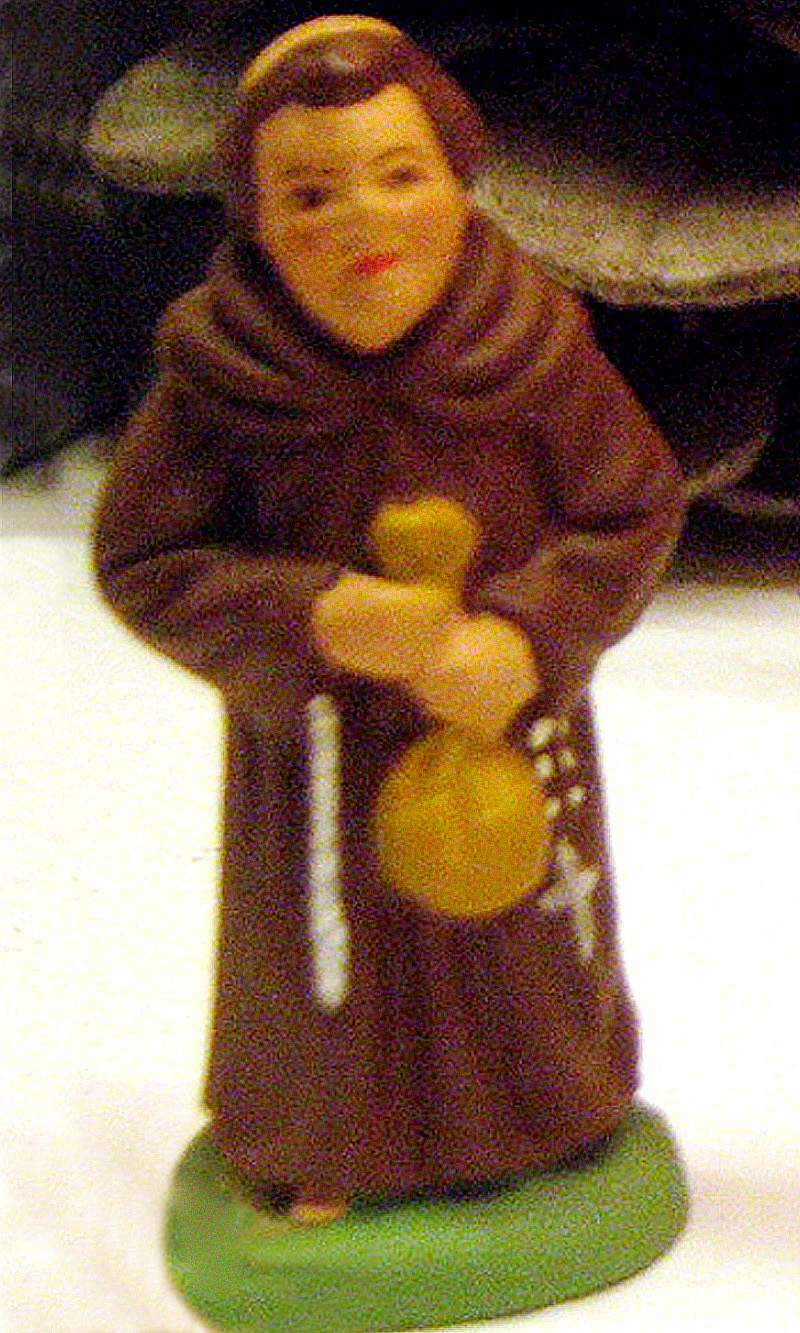
Le moine

### Le tambourinaïre et la farandole
Le tambourinaïre, surnommé Guillaume, est représenté avec son tambourin et son galoubet. Par tradition, c'est lui qui mène la farandole. C'est un des sujets majeurs de la crèche provençale à laquelle il est indispensable.
Le tambourinaire est un notable, Thérèse Neveu l'appelait « Mestre Tapeno ». Vêtu d'un costume élégant, il porte un chapeau de feutre à larges bords, sous sa veste de velours noir, il a revêtu une chemise blanche nouée au col par un cordon, un gilet brodé, et son pantalon est serré par une taiole, ceinture typique de Provence constituée par une bande de tissu en laine rouge.
Les farandoleurs forment une longue file qui se déplace en serpentant. Les tours et détours de cette danse, que l'on dit d'origine grecque, figurent un labyrinthe. Si les hommes portent un costume ressemblant à celui du tambourinaïre, les farandoleuses sont soit vêtues en arlésienne soit en provençale ou comtadine avec les différentes nuances vestimentaires qu'apporte le santonnier local.

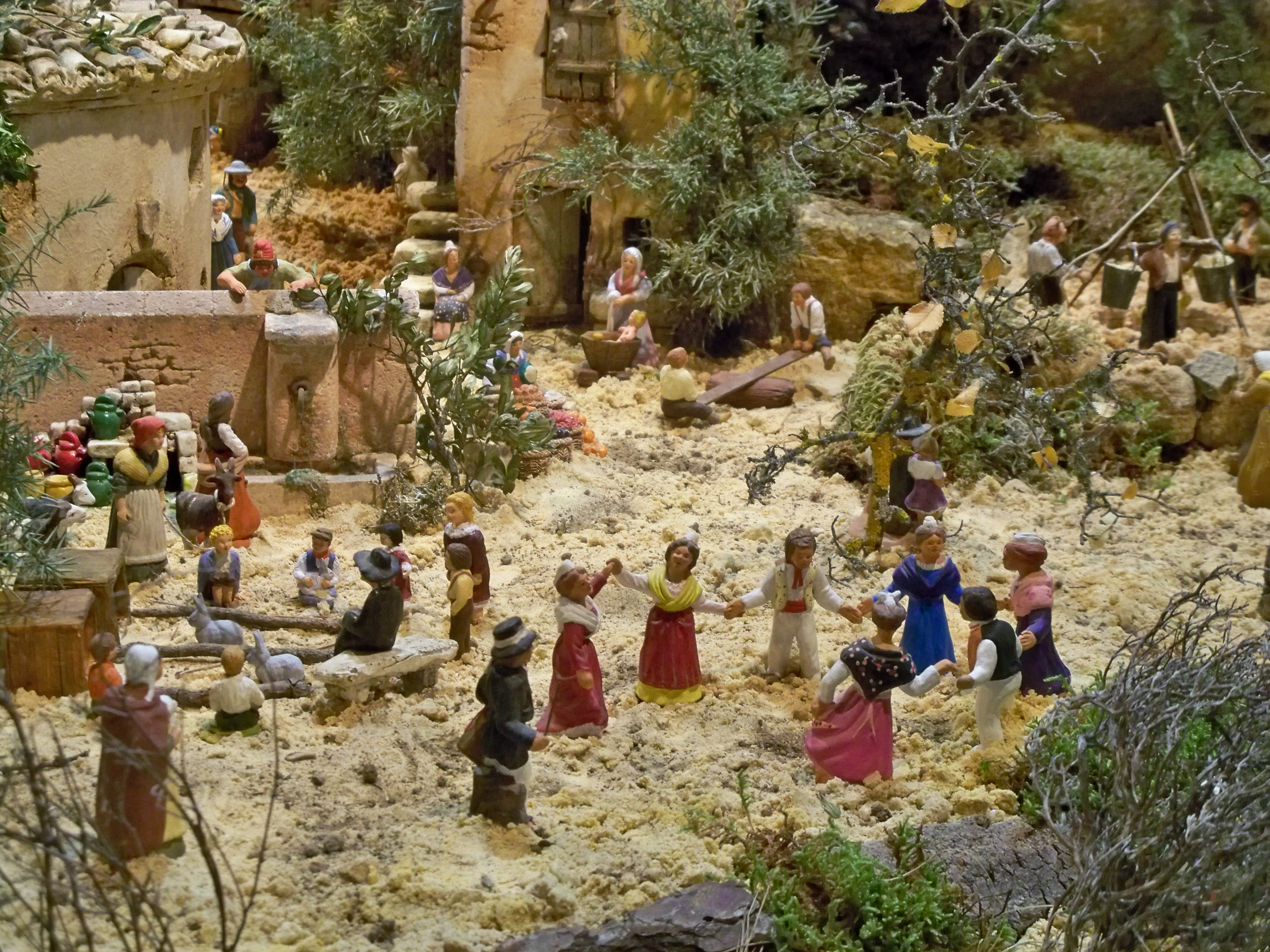
Farandole de la crèche de Carpentras
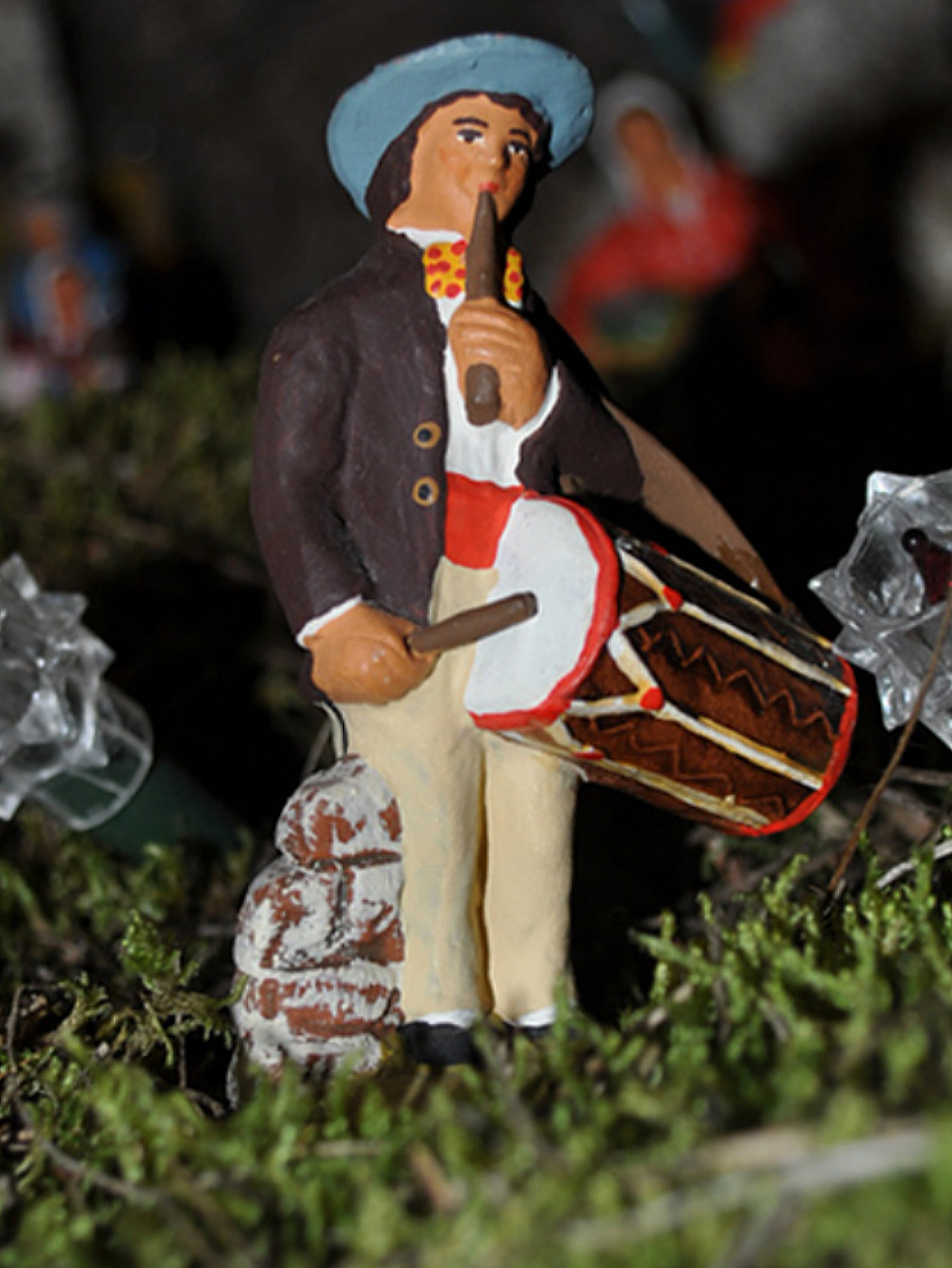
Le tambourinaire
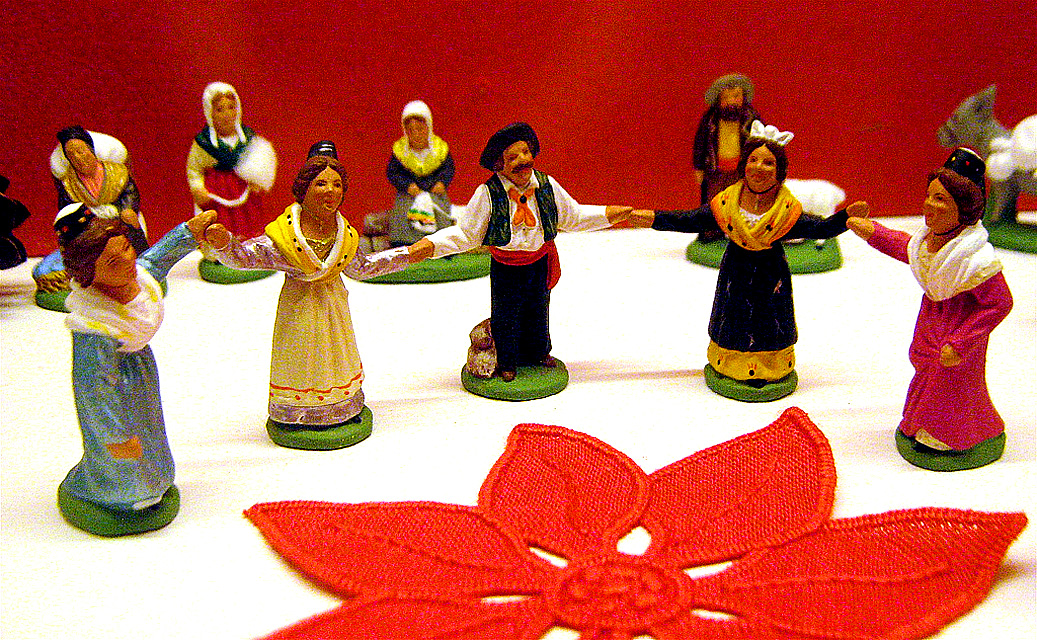
La farandole des santons de Provence

### L'Arlésienne
L'Arlésienne est très souvent présente dans la crèche en compagnie de son inséparable gardian (santonification du marquis Folco de Baroncelli-Javon, 1869-1943, restaurateur des madades en Camargue). Celui-ci est toujours représenté à cheval avec sa cavalière et le couple évoque Vincent et Mireille popularisés par Frédéric Mistral dans sa Mirèio. Chaque santonnier se fait un devoir de représenter l'Arlésienne selon ses goûts, jeune ou vieille, toujours revêtue de ses plus beaux atours, le costume d'Arles. Celui-ci, porté indifféremment par les femmes de toutes conditions, a traversé la Révolution, tout en évoluant d'une façon naturelle. D'Arles, il s'est étendu à l'Est par-delà la Crau, jusqu’à la Durance et le golfe de Fos. Toute son évolution est retracée au Museon Arlaten. Il se distingue d'abord par une coiffe spéciale qui nécessite le port de cheveux longs. En fonction des jours de la semaine et des tâches à accomplir, cette coiffure était retenue sur le sommet de la tête par un ruban, une cravate ou un nœud de dentelles.

### Le joueur de boules
Il s’appelle Sardine.

### Le vieux et la vieille
Ils s’appellent Grasset et Grassette. Ils sont souvent représentés assis ensemble sur un banc de la place du village ou debout, bras dessus, bras dessous. Toujours représentés avec de riches atours - leurs habits du dimanche - elle est emmitouflée dans son châle richement brodé, lui avec son foulard rouge noué en cravate. Traditionnellement Grasset porte un parapluie et Grassette un panier plein de victuailles.
D'autres anciens (li vièi) sont représentés dans la crèche : « Ils sont au nombre de trois : le couple Jordan-Margarido, bras dessus bras dessous, sans cesse en querelles mutuelles. Représenté lui en jaquette, gilet brodé et parapluie rouge à la main. Margarido est coiffée de dentelle et porte un châle fleuri ainsi un panier d'osier au bras. Parfois on l'a retrouve seule sur un âne avec son panier. Tous deux sont escortés de l'ami Roustido, souvent muni d’une lanterne et dont la tenue recherchée témoigne de la position sociale d'ancien notaire dans le village. Un peu sourd, il a entendu trop tard l'appel des bergers. Il s'est retrouvé seul dans le village en pleine nuit et s'est muni d'une lanterne pour aller réveiller ses amis et voisins Margarido et Monsieur Jourdan. Dans la Pastorale d'Yvan Audouard, Roustido est le père de Mireille ».
Une autre vieille femme solitaire, à la tenue soignée et portant un grand châle provençal, un fichu noué en marmotte sur la tête, et à la main un panier couvert ou un baluchon, est Misé Rougiero (ou misé Rounido). Elle est le souvenir, conservé vivant dans la crèche marseillaise traditionnelle, d'une bonne vieille qui vers la fin du XVIIIe et au début du XIXe siècle descendait chaque soir au crépuscule vers le port afin de secourir, dans la mesure de ses possibilités, marins et forçats malades de l'arsenal des galères. Elzéard Rougier poète et écrivain  marseillais  (1857-1926), grand collectionneur de santons et ami de la famille des santonniers Neveu d'Aubagne, nous a confié qu'il s'agissait de son arrière-grand mère, elle était l'épouse du Premier portefaix de la ville, notable s'il en est. 

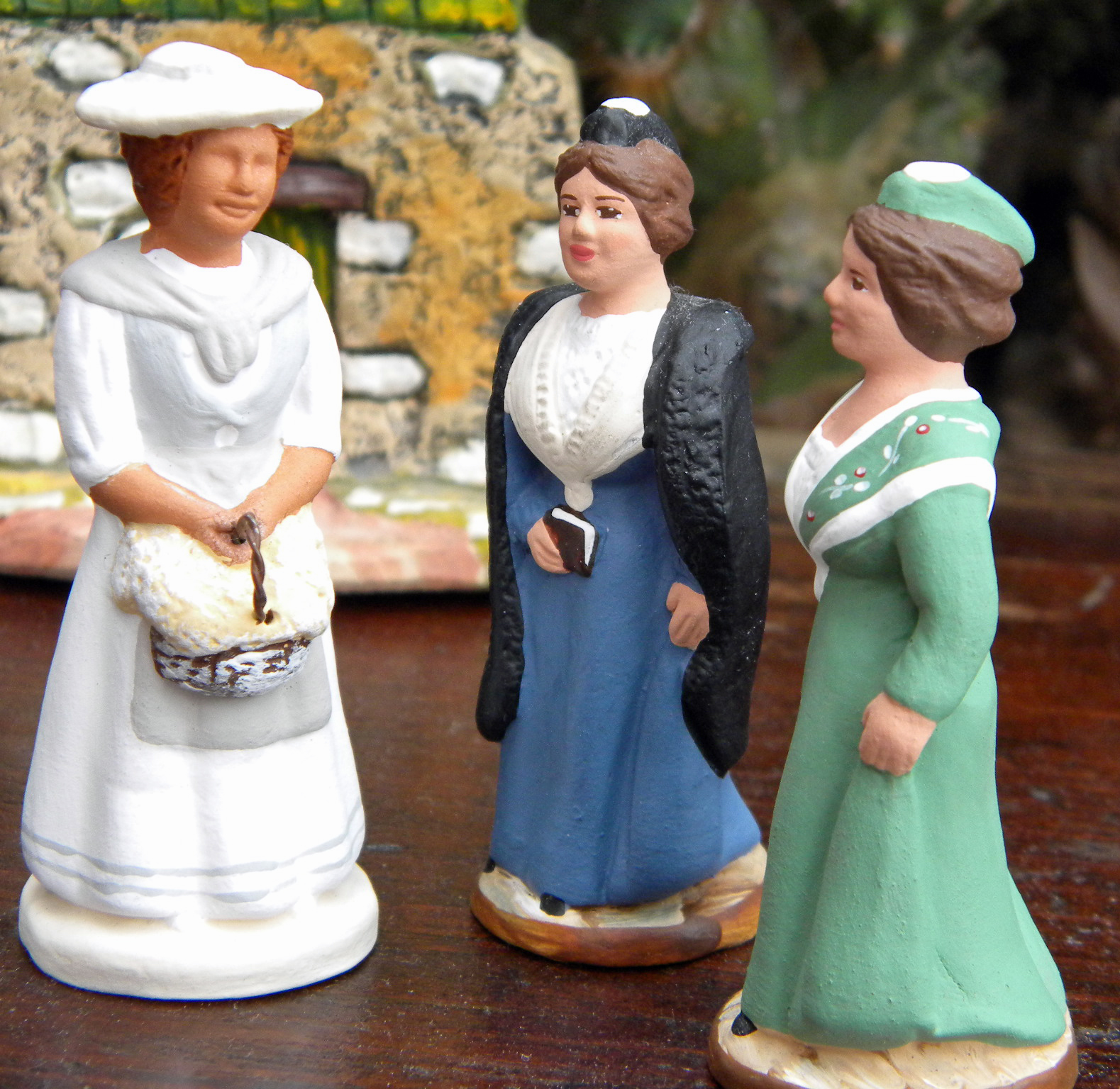
Arlésiennes
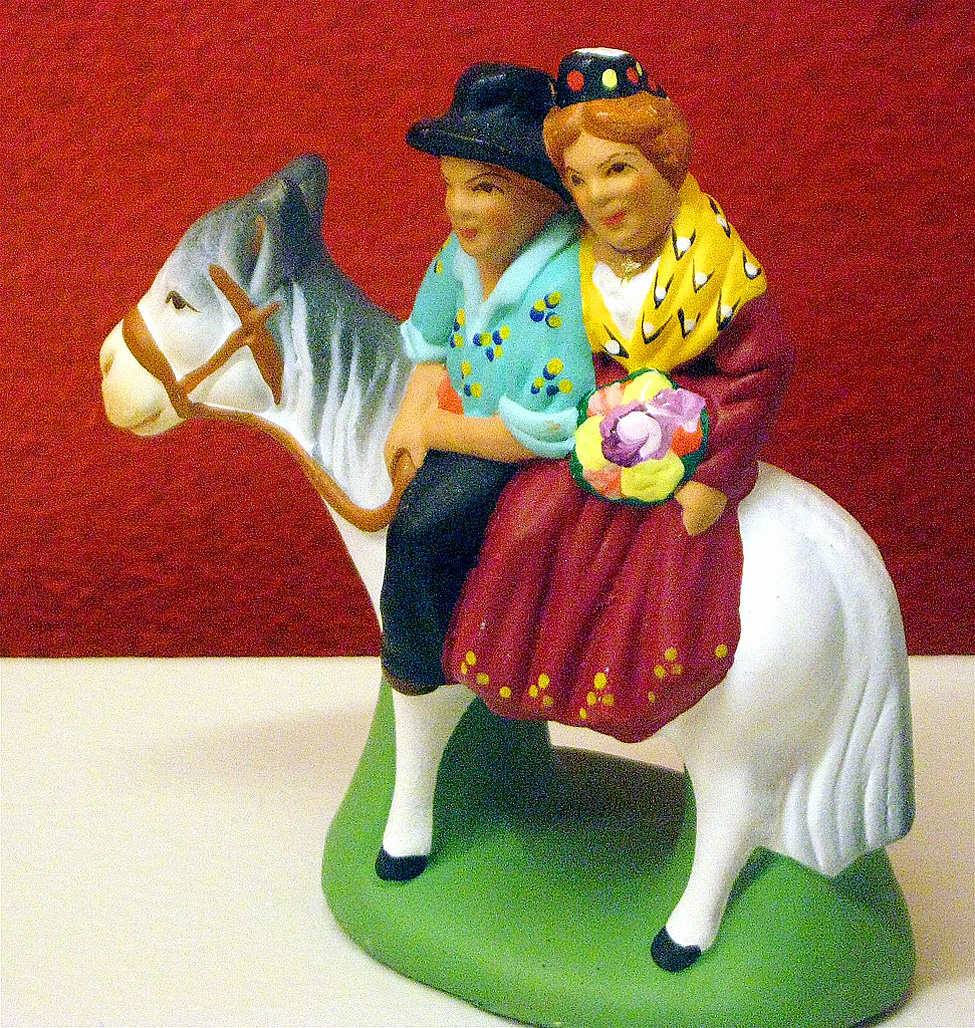
Gardian et Arlésienne
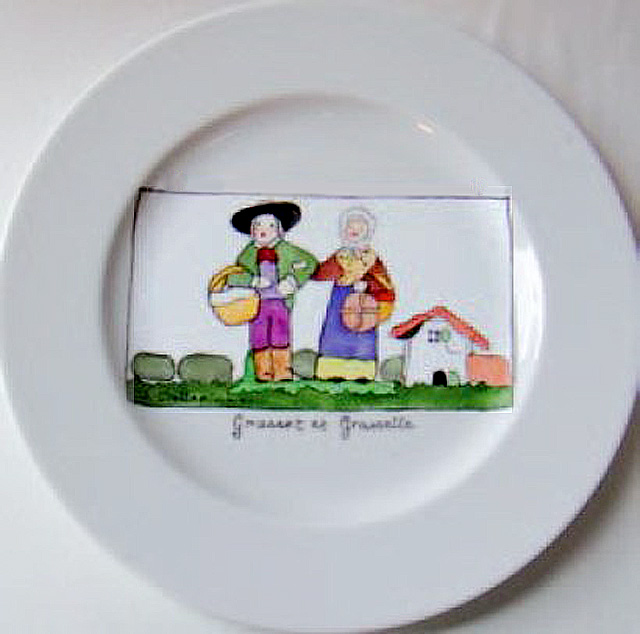
Grasset et Grassette, sur porcelaine de Limoges, par David Dellepiane (fin XIXe siècle).

### Monsieur Jourdan et la Margarido
Monsieur Jourdan est un personnage de la Pastorale provençale Maurel et l'époux de Margarido (femme sur l'âne), réputée pour son mauvais caractère. Ils sont les derniers à avoir entendu l'appel des bergers et se dirigent vers l'étable. Margarido arrive sur son âne avec un grand panier chargé de victuailles. Tous les deux sont très élégants. Elle a revêtu ses plus beaux atours, son plus beau châle, sa coiffe avec toutes ses dentelles et lui porte gibus, lavallière, gilet brodé, bas blancs et chaussures à boucles d'argent.

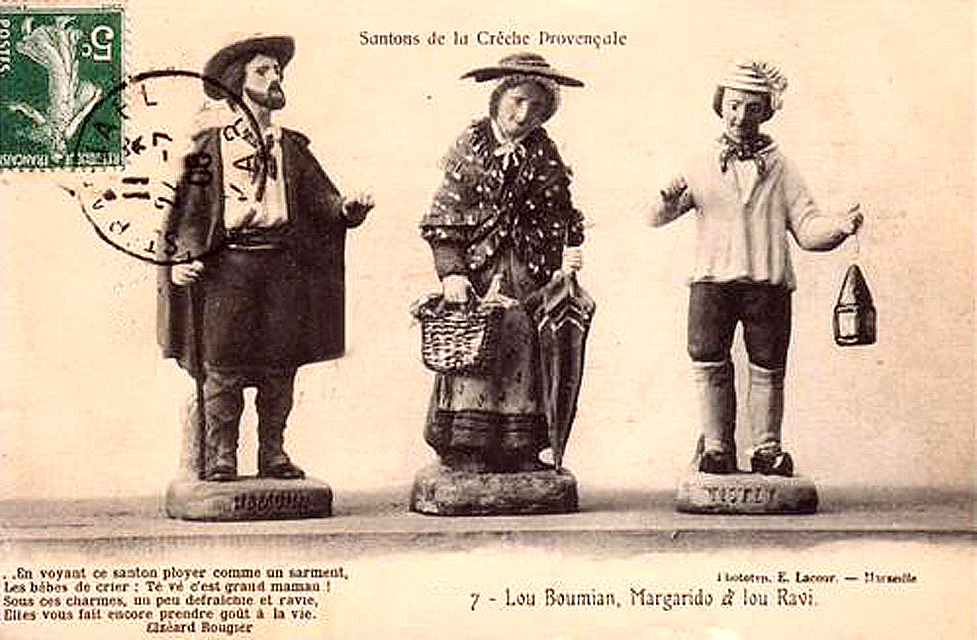
Crèche provençale lou boumian, margarido et lou ravi

### Les rois mages

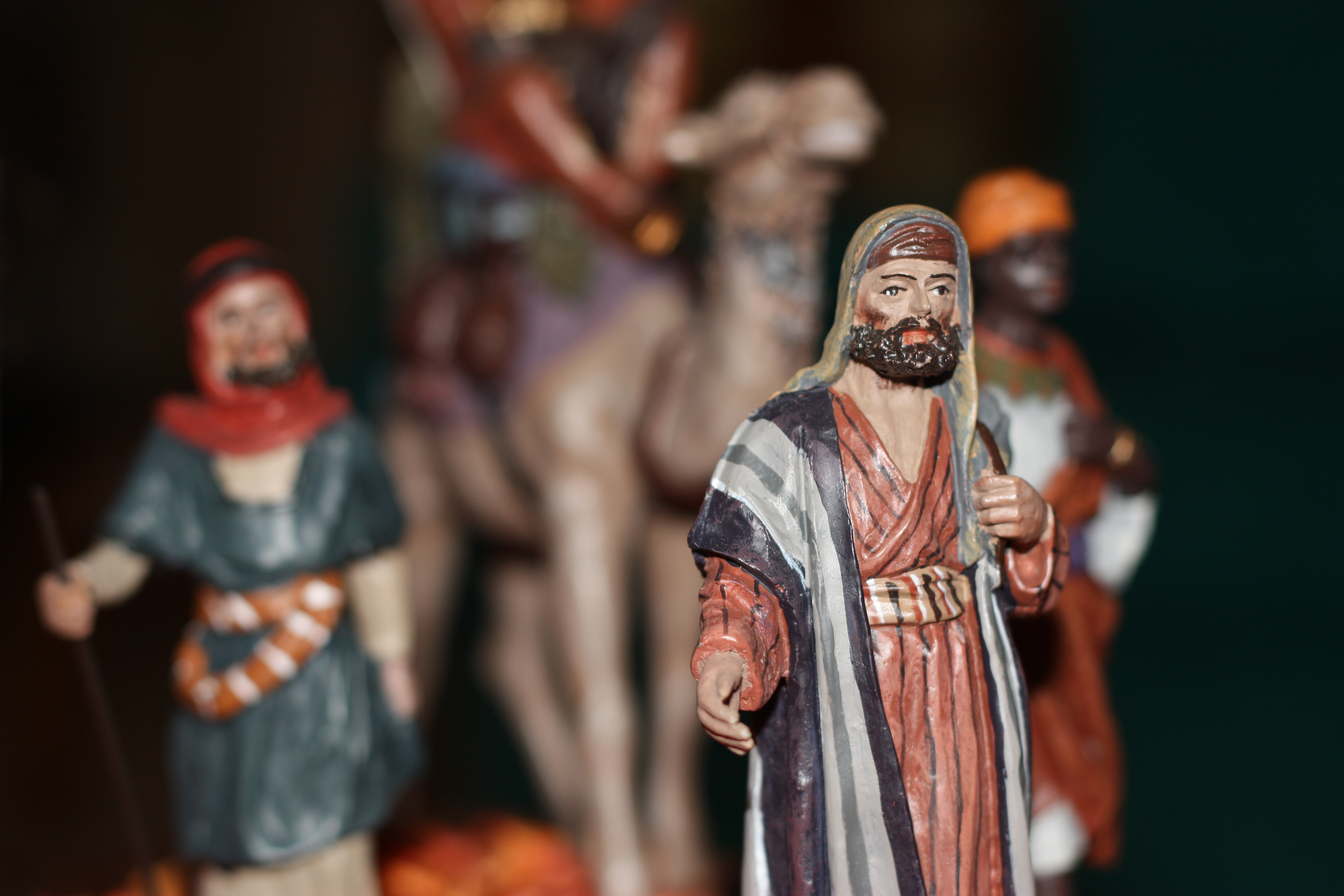
La caravane des rois mages

Les rois mages, sont au nombre de trois : Melchior, un vieillard à cheveux blancs et à longue barbe, souvent représenté à genoux. Il apporte de l'or comme offrande. Gaspard, originaire des Indes, apporte de l'encens. Balthazar, le roi à la peau noire apporte la myrrhe en offrande. Tous trois sont richement vêtus. Venant de très loin, ils sont en général représentés avec un ou plusieurs dromadaires accompagnés d'un chamelier. Les rois mages arrivent traditionnellement devant l'étable le 6 janvier lors de l'Épiphanie.
En revenant de la crèche, Balthazar, qui aurait été roi d'Éthiopie, se serait arrêté aux Baux-de-Provence. Les seigneurs des Baux le tenant pour leur ancêtre portaient sur leur blason une étoile d’argent et leur cri de guerre était : « Al azar, Balthazar ! » (« Au hasard, Balthazar ! »).

### Santons célèbres

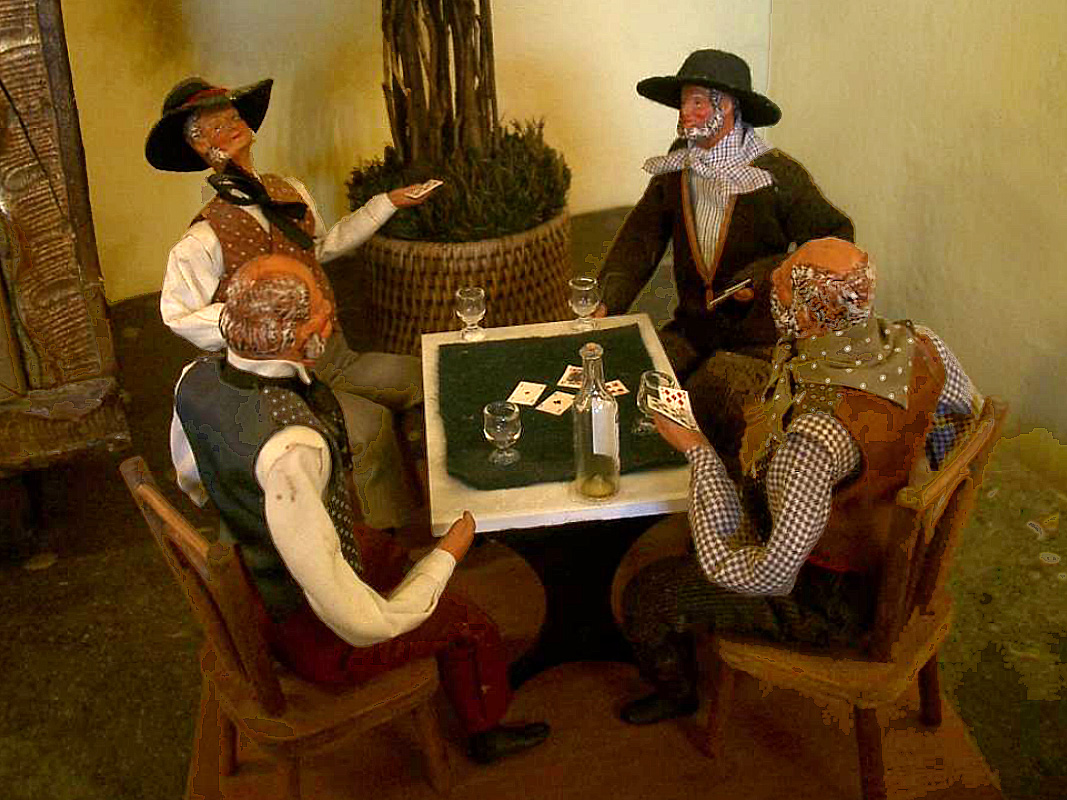
La partie de cartes[37] de Marcel Pagnol
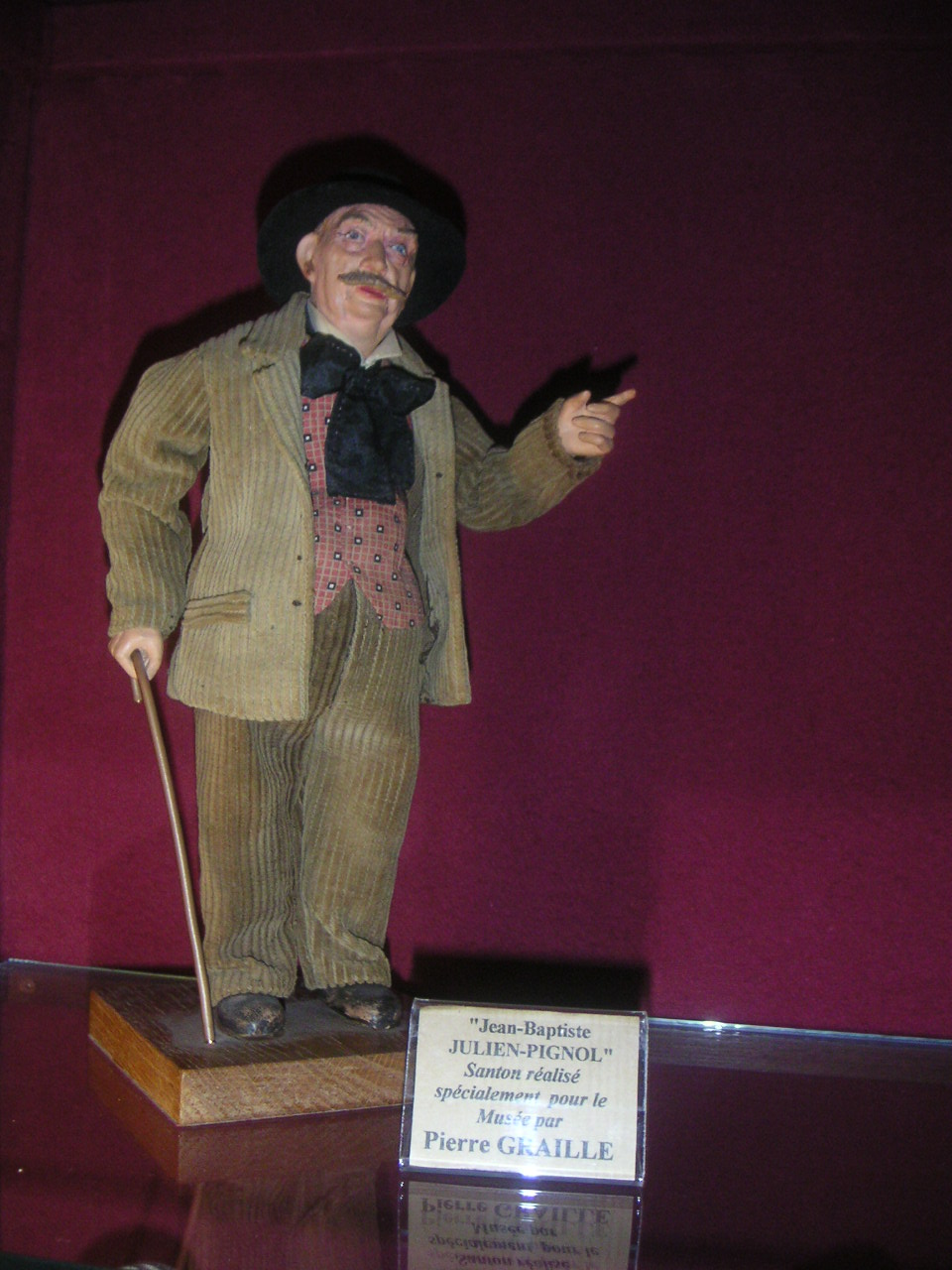
Jean-Baptiste Julien-Pignol par Pierre Graille
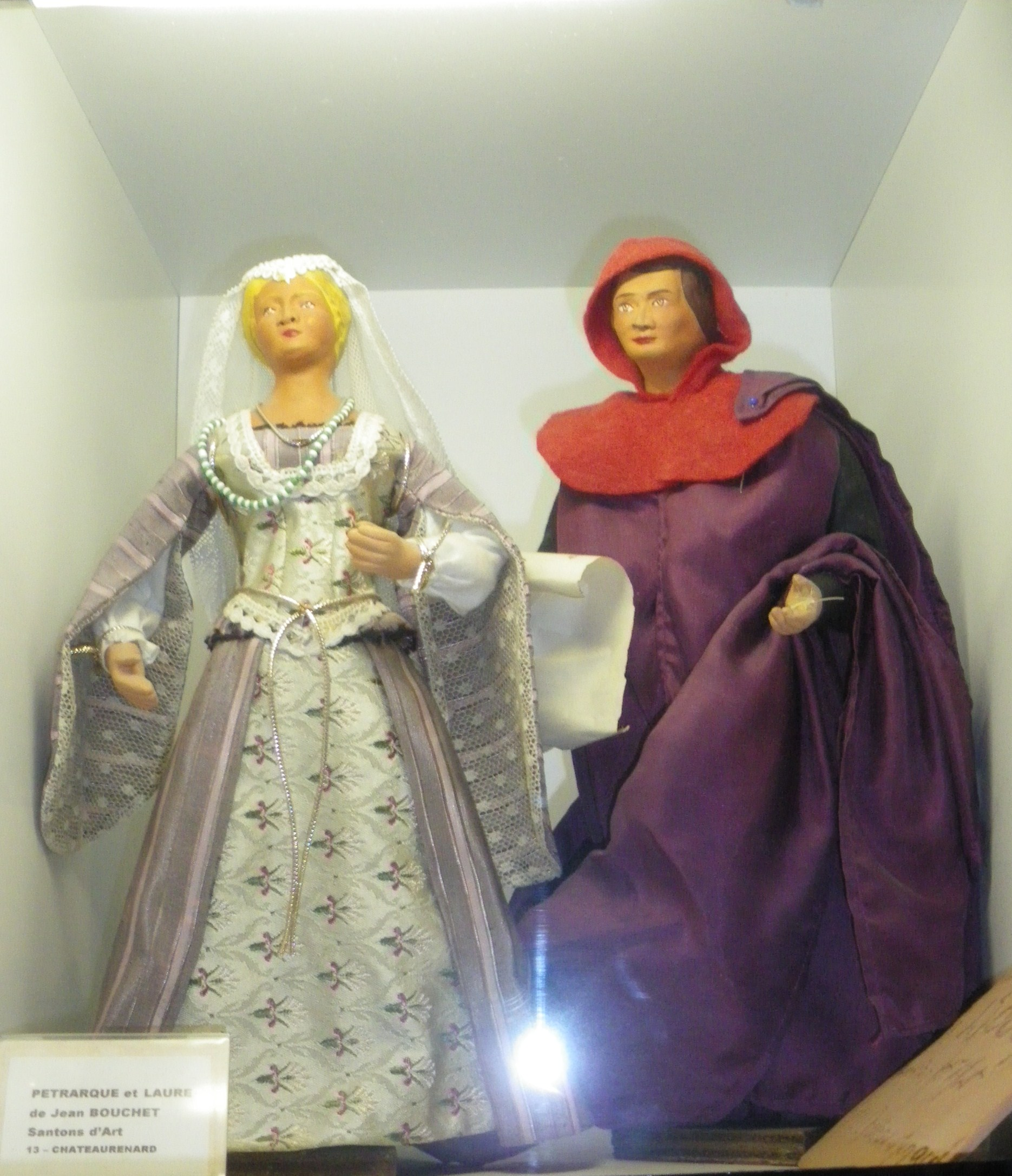
Laure et Pétrarque
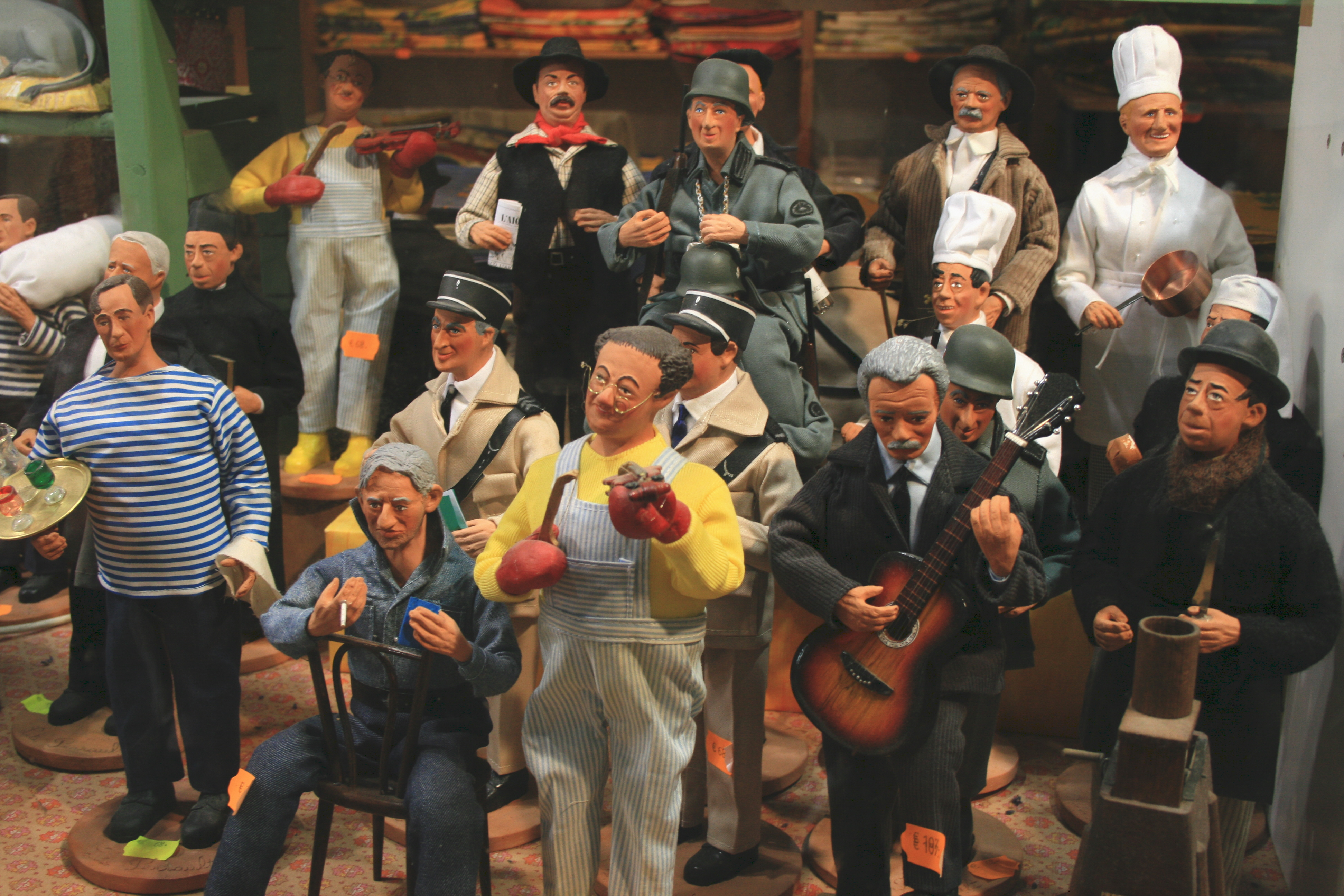
Célébrités du cinéma

## Autour du santon
Un écomusée du santon a été créé en 1987 à Fontaine-de-Vaucluse. Il regroupe environ 2 000 pièces, dont une des plus petites crèches au monde, qui tient dans une demi-coque de noix. Outre ce musée, il existe un musée du Santon à Le Val, aux Baux-de-Provence et au musée du Terroir Marseillais à Château Gombert ainsi qu'un musée de la Crèche Provençale à Cavaillon et un musée des santons animés à Maussane-les-Alpilles, enfin le musée du santon Marcel Carbonel, à Marseille, regroupe plus de 2 400 pièces de la fin du XVIIIe jusqu'à nos jours et présente des pièces du monde entier.
La crèche de Grignan, en Drôme provençale, est considérée comme la plus grande du monde. Le village provençal est composé de plus de quatre-vingts maisons dont la hauteur s'étage entre 1 et 1,20 mètre. Elles ont été construites avec les mêmes matériaux qui sont utilisés dans la région (pierre, bois, ciment), elles ont été recouvertes de 60 000 tuiles et pèsent entre 50 et 120 kg chacune. La crèche, qui couvre 1 116 m2, est animée par plus de 1 000 santons.
La crèche provençale d'Avignon est exceptionnelle par sa superficie puisqu'elle occupe 54 m2. Son but est de créer chaque année un paysage provençal imaginaire où se mêlent « massifs rocheux, garrigues, vignes, champs de lavande, champs d’oliviers, villages perchés, rivière et torrent ». Plus de 600 santons, par groupes ou en file, convergent vers le lieu de la nativité. Cette crèche, composée avec des santons de Marcel Carbonel est exposée dans le péristyle de l'hôtel de ville d'Avignon de fin novembre à début janvier. Depuis 2014, la nouvelle municipalité l'a déplacée dans l'église des Célestins, place des Corps Saints.
Le Conservatoire du Santon d'Arles présente une collection de 2 000 santons exposés depuis les moules originaux de Jean-louis Lagnel aux principaux santonniers actuels. Il expose deux crèches complètes ayant valu à leurs créatrices la médaille d'or au concours de meilleur Ouvrier de France.